# 蚡冒
蚡冒（棼冒、ふんぼく、? - 紀元前741年、在位：紀元前757年頃 - 紀元前741年）は、中国春秋時代初期の楚の君主。姓は羋、氏は熊。諱は眴。霄敖の子。君主号の「蚡冒」は『春秋左氏伝』における表記で、『韓非子』や『楚辞』では厲王と表記される。
紀元前741年、弟の熊徹に殺され、熊徹が跡を継いで後の武王となった（蚡冒と熊徹を親子関係とするのは『春秋左氏伝』によるもので、『史記』では熊徹は蚡冒の弟で、蚡冒の死後に熊徹が蚡冒の子を殺して跡を継いだとされる）。